# Folklore (album de Nelly Furtado)
Folklore este cel de-al doilea album de studio al cântăreaței și compozitoarei Nelly Furtado. Acesta a fost lansat pe 23 noiembrie 2003 prin DreamWorks Records. A devenit un succes în mai multe țări Europene. Folklore a avut cinci single-uri; „Powerless (Say What You Want)”, Try, Força, Explode și The Grass Is Green. Albumul s-a vândut în trei milioane de exemplare în întreaga lume.

## Lista pieselor
| Folklore |                                           |                                                            |         |  |
| Nr.      | Titlu                                     | Autor(i)                                                   | Lungime |  |
| 1.       | „One-Trick Pony” (feat. Kronos Quartet)   | Furtado Eaton West                                         | 4:47    |  |
| 2.       | „Powerless (Say What You Want)”           | Furtado Eaton West Trevor Horn Anne Dudley Malcolm McLaren | 3:53    |  |
| 3.       | „Explode”                                 | Furtado Eaton                                              | 3:45    |  |
| 4.       | „Try”                                     | Furtado West                                               | 4:38    |  |
| 5.       | „Fresh Off the Boat”                      | Furtado Eaton West                                         | 3:16    |  |
| 6.       | „Força”                                   | Furtado Eaton West                                         | 3:40    |  |
| 7.       | „The Grass Is Green”                      | Furtado Elizondo                                           | 3:51    |  |
| 8.       | „Picture Perfect”                         | Furtado Eaton West                                         | 5:16    |  |
| 9.       | „Saturdays” (feat. Jarvis Church)         | Furtado                                                    | 2:05    |  |
| 10.      | „Build You Up”                            | Furtado Eaton West                                         | 4:58    |  |
| 11.      | „Island of Wonder” (feat. Caetano Veloso) | Furtado Jasper Gahunia Simón Díaz                          | 3:48    |  |
| 12.      | „Childhood Dreams”                        | Furtado                                                    | 6:33    |  |